# Clarke-Gletscher (Viktorialand)
Der Clarke-Gletscher (auch bekannt als Clarke-Barriere) ist ein 8 Kilometer langer antarktischer Gletscher, der an der Scott-Küste des Viktorialands nördlich des Lewandowski Point in östlicher Richtung verläuft. Seeseitig fließt er mit den Eismassen des Davis-Gletschers und weiterer von Süden kommender Gletschereismassen zusammen, die gemeinsam zwischen Kap Reynolds und der Lamplugh-Insel in das Rossmeer münden. 
Entdeckt wurde der Gletscher von Teilnehmern der Nimrod-Expedition (1907–1909) unter dem britischen Polarforscher Ernest Shackleton. Benannt ist sie nach Rupert Clarke (1865–1926), einem der privaten Geldgeber der Expedition, der auch Namensgeber des antarktischen Mount Clarke ist.